# Bazylika Narodzenia Najświętszej Maryi Panny i św. Mikołaja w Bielsku Podlaskim
Bazylika Narodzenia Najświętszej Maryi Panny i św. Mikołaja w Bielsku Podlaskim – zabytkowy rzymskokatolicki kościół parafialny istniejący od XV wieku. Usytuowany w pobliżu rynku, przy dawnym osiedlu „Poświątne". Był początkowo drewnianą budowlą o nieznanym kształcie, która kilka razy płonęła. Odbudowany w 1674 roku drewniany kościół, w drugiej połowie XVIII wieku postanowiono zamienić na murowany.

## Historia
Budowę murowanego kościoła, sfinansowaną głównie ze środków Izabeli Branickiej z Poniatowskich, ukończono w 1784 roku. Świątynię wzniesiono w stylu neoklasycystycznym według projektu Szymona Zuga. Konsekracji kościoła dokonał ówczesny proboszcz bielskiej prepozytury (1756–1797) bp Jan Szyjkowski 9 października 1796 roku.

## Architektura

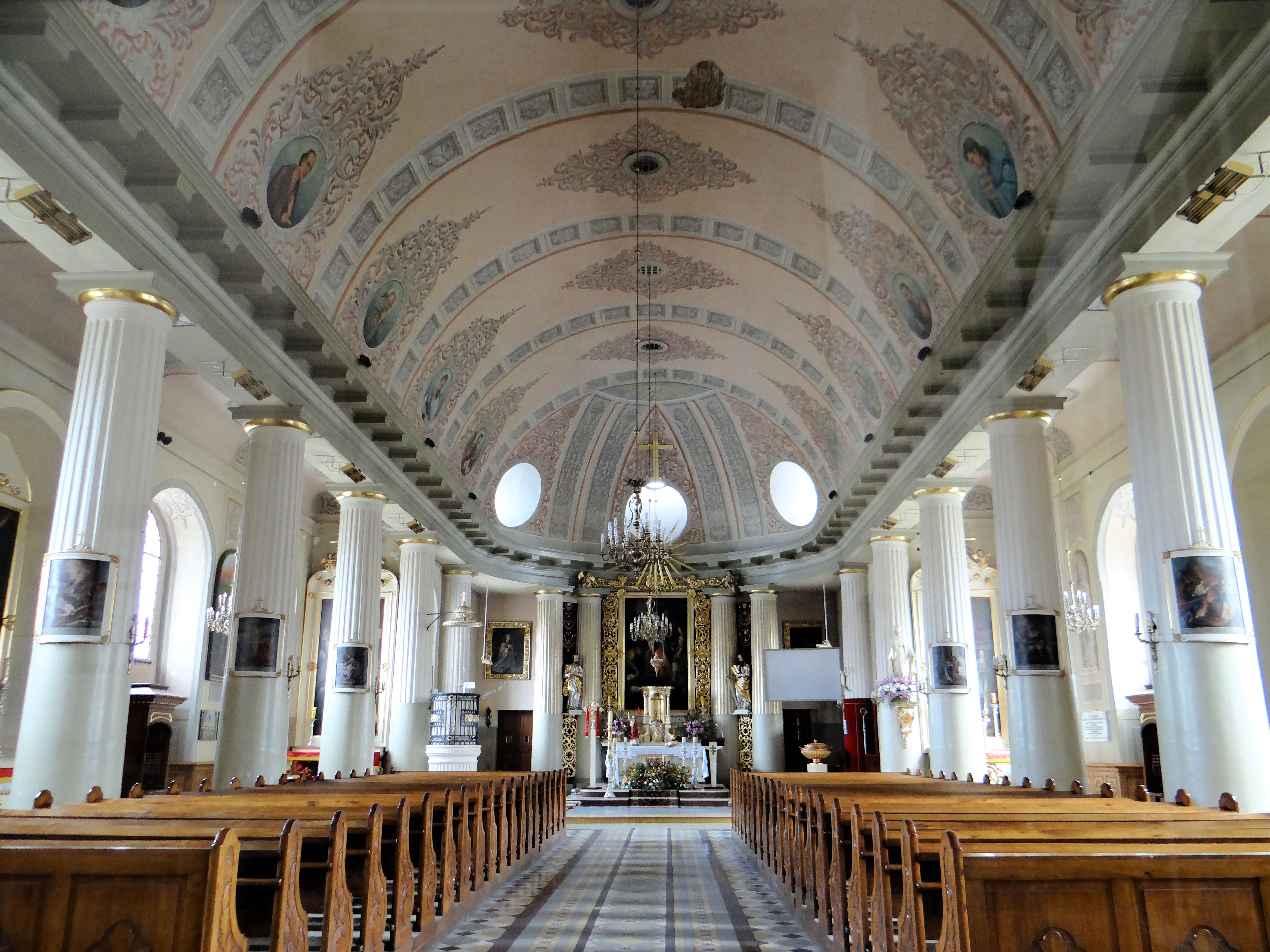
Wnętrze bazyliki

Świątynia posiada charakterystyczną fasadę z portykiem oraz dwudziestoma kolumnami doryckimi we wnętrzu. Ołtarz główny zdobi obraz Matki Boskiej nawiedzającej św. Elżbietę autorstwa, nadwornego malarza Branickich, Sylwestra Mirysa. Jednym z najstarszych i najcenniejszych zabytków kościoła jest obraz „Ukrzyżowanie" powstały w 1622 roku z epitafium poświęconym, żonie bielskiego pisarza Stanisława Kuleszy, Hannie Kadłubowskiej. Odnowione w 1995 roku dzieło znajduje się w nawie głównej świątyni. Kościół wyposażony jest również w 14-rejestrowe organy z 1902 roku. Od 1996 roku świątynia posiada godność bazyliki mniejszej.